# Claude Michely
Claude Michely (né le 8 octobre 1959 à Esch-sur-Alzette et mort le 1er novembre 2023) est un coureur cycliste luxembourgeois, professionnel de 1982 à 1992.
Son père Johny a également été coureur cycliste chez les amateurs, tout comme ses fils Kim et Max. 

## Palmarès sur route

### Palmarès amateur
- 1977
  - 2e du championnat du Luxembourg sur route juniors
- 1978
  -  Champion du Luxembourg sur route juniors
  - 2e du Grand Prix Général Patton
- 1980
  -  Champion du Luxembourg sur route amateurs
- 1982
  -  Champion du Luxembourg sur route amateurs

### Palmarès professionnel
- 1984
  -  Champion du Luxembourg sur route
- 1985
  -  Champion du Luxembourg sur route
- 1987
  - 2e du championnat du Luxembourg sur route
- 1988
  - 2e du championnat du Luxembourg sur route

### Résultats sur les grands tours

#### Tour d'Italie
1 participation
- 1984 : hors délais (14e étape)

#### Tour d'Espagne
1 participation
- 1986 : hors délais (3e étape)

## Palmarès en cyclo-cross
| - 1978-1979 - Champion du Luxembourg de cyclo-cross - 1979-1980 - Champion du Luxembourg de cyclo-cross - 1980-1981 - Champion du Luxembourg de cyclo-cross - 1981-1982 - Champion du Luxembourg de cyclo-cross - 1983-1984 - Champion du Luxembourg de cyclo-cross - 8e du championnat du monde de cyclo-cross - 1984-1985 - Champion du Luxembourg de cyclo-cross - Médaillé de bronze au championnat du monde de cyclo-cross - 1985-1986 - Champion du Luxembourg de cyclo-cross - 1986-1987 - Champion du Luxembourg de cyclo-cross - 10e du championnat du monde de cyclo-cross | - 1987-1988 - Champion du Luxembourg de cyclo-cross - 1988-1989 - Champion du Luxembourg de cyclo-cross - 1989-1990 - Champion du Luxembourg de cyclo-cross - 1990-1991 - 2e du championnat du Luxembourg de cyclo-cross - 1991-1992 - 2e du championnat du Luxembourg de cyclo-cross - 1994-1995 - 2e du championnat du Luxembourg de cyclo-cross - 1996-1997 - 2e du championnat du Luxembourg de cyclo-cross |  |